# Шабуровское сельское поселение (Челябинская область)
Шабуровское се́льское поселе́ние — муниципальное образование в Каслинском районе Челябинской области Российской Федерации. В рамках административно-территориального устройства муниципальное образование  соответствует административно-территориальной единице Шабуровский сельсовет.
Административный центр — село Шабурово.

## История
Статус и границы сельского поселения установлены Законом Челябинской области от 16 ноября 2004 года № 312-ЗО «О статусе и границах Каслинского муниципального района, городских и сельских поселений в его составе».

## Население
| 2002  | 2010  | 2011  | 2012  | 2013  | 2014  | 2015  |
| ----- | ----- | ----- | ----- | ----- | ----- | ----- |
| 1626  | ↘1352 | ↘1347 | ↘1279 | ↘1244 | ↘1193 | ↘1183 |
| 2016  | 2017  | 2018  | 2019  | 2020  | 2021  |       |
| ↗1203 | ↘1181 | ↘1170 | ↗1182 | ↘1138 | ↘1007 |       |

## Состав сельского поселения
| № | Населённый пункт | Тип населённого пункта       | Население |
| - | ---------------- | ---------------------------- | --------- |
| 1 | Колясниково      | деревня                      | ↘6        |
| 2 | Ларино           | село                         | ↘263      |
| 3 | Подкорытова      | деревня                      | ↘12       |
| 4 | Пьянкова         | деревня                      | ↗14       |
| 5 | Тимино           | село                         | ↘331      |
| 6 | Шабурово         | село, административный центр | ↘726      |